# مسئله مقدار اولیه
مسئلهٔ مقدار اولیه یا مسئلهٔ مقدار آغازی به مسئله‌ای در ریاضیات گفته می‌شود که در آن هدف یافتن پاسخی از یک معادلهٔ دیفرانسیل است به طوری که این پاسخ در نقطه‌ای مفروض شرایط مشخصی را دارا باشد.مسائل مقدار اولیه در شاخه‌های مختلفی از علم ظاهر می‌شود. مثلا معادلات حرکت نیوتونی در فیزیک، نمونه‌ای از مسائل مقدار اولیه هستند. هدف این دسته از معادلات یافتن تحول سیستم با زمان بر اساس شرایط اولیه است. 

## مثال
یک مثال ساده می‌تواند حل معادلهٔ دیفرانسیل {\displaystyle y'=0.85y} با {\displaystyle y(0)=19} باشد.  هدف یافتن {\displaystyle y(t)} به گونه‌ای است که در هر دو برابری صدق کند.
با توجه به اینکه {\displaystyle y'={\frac {dy}{dt}}}، پس
{\displaystyle {\frac {dy}{dt}}=0.85y}
با بازچینی معادله به طوری که {\displaystyle y} در سمت چپ و {\displaystyle t} در سمت راست قرار بگیرد
{\displaystyle {\frac {dy}{y}}=0.85dt}
با انتگرال‌گیری از دو طرف (که با واردشدن ثابت نامعلوم {\displaystyle B} همراه است)
{\displaystyle \ln |y|=0.85t+B}
حذف {\displaystyle \ln }
{\displaystyle |y|=e^{B}e^{0.85t}}
با انتخاب ثابت نامعلوم جدید {\displaystyle C}، {\displaystyle C=\pm e^{B}}، پس
{\displaystyle y=Ce^{0.85t}}
حال باید پاسخی برای {\displaystyle C} پیدا کرد.  از شرط {\displaystyle y(0)=19} استفاده می‌کنیم و 0 جای {\displaystyle t} و 19 را جای {\displaystyle y} می‌گذاریم
{\displaystyle 19=Ce^{0.85*0}}
{\displaystyle C=19}
و به پاسخ نهایی {\displaystyle y(t)=19e^{0.85t}} می‌رسیم.
مثال ۲
پاسخ
{\displaystyle y'+3y=6t+5,\qquad y(0)=3}
به صورت زیر خواهد بود:
{\displaystyle y(t)=2e^{-3t}+2t+1.\,}
که می‌توان درستی این پاسخ را به این صورت بررسی کرد:
{\displaystyle {\begin{aligned}y'+3y&={\tfrac {d}{dt}}(2e^{-3t}+2t+1)+3(2e^{-3t}+2t+1)\\&=(-6e^{-3t}+2)+(6e^{-3t}+6t+3)\\&=6t+5.\end{aligned}}}

## مسئله‌های مقدار اولیه و معادلات انتگرال
مسائل مقدار اولیه در معادلات دیفرانسیل، به معادلات انتگرال ولترا منجر می‌شوند.بحث خود را با معادله‌ی ساده‌ی زیر ادامه می‌دهیم.
{\displaystyle y''+A(x)y'+B(x)y=F(x)}
{\displaystyle y(a)=q_{0},y'(a)=q_{1}}
{\displaystyle A(x),B(x),F(x)} توابع پیوسته در بازه‌ی [a,b] هستند.با یک بار انتگرال‌گیری از این معادله داریم:
{\displaystyle y'(x)-q_{1}=-A(x)y(x)-\int _{a}^{x}[B(x')-A'(x')]y(x')dx'+\int _{a}^{x}F(x')dx'+A(a)q_{0}}
با انتگرال‌گیری دوباره از رابطه‌ی بالا داریم:
{\displaystyle y(x)-q_{0}=-\int _{a}^{x}A(x')y(x')dx'-\int _{a}^{x}\int _{a}^{x_{1}}[B(x')-A'(x')]y(x')dx'dx_{1}+\int _{a}^{x}\int _{a}^{x_{1}}F(x')dx'dx_{1}+[A(a)q_{0}+q_{1}](x-a)}

با استفاده از رابطه زیر،انتگرال بالا را ساده می‌کنیم.
{\displaystyle \int _{a}^{x}\int _{a}^{x_{1}}F(x')dx'dx_{1}=\int _{a}^{x}(x-t)F(t)dt}
اکنون معادله انتگرالی بالا به فرم زیر درمی‌آید.
{\displaystyle y(x)=q_{0}+[A(a)q_{0}+q_{1}](x-a)+\int _{a}^{x}(x-t)F(t)dt-\int _{a}^{x}\{A(t)+(x-t)[B(t)-A'(t)]\}y(t)dt}
با انتخاب هسته معادله به فرم زیر معادله‌ی به دست آمده ساده‌تر می‌شود.
{\displaystyle K(x,t)=-\{A(t)+(x-t)[B(t)-A'(t)]\}}

و با انتخاب 
{\displaystyle f(x)=\int _{a}^{x}(x-t)F(t)dt+[A(a)q_{0}+q_{1}](x-a)+q_{0}}
با روابط بالا معادله‌ی انتگرالی برای این معادله‌ی دیفرانسیل به فرم زیر درمی‌آید.
{\displaystyle y(x)=f(x)+\int _{a}^{x}K(x,t)y(t)dt}
پس مشاهده می‌کنیم که یک مسئله‌ی مقداراولیه ، به یک معادله انتگرال ولترا تبدیل می‌شود. با دوبار مشتق‌گیری از انتگرال بالا می‌توان معادله‌ی دیفرانسیل متناظر را به دست آورد.
برای تعمیم معادله به دست آمده رهیافت زیر را دنبال می‌کنیم. برای یک معادله دیفرانسیل از مرتبه n می‌خواهیم معادله انتگرالی به دست آوریم.
{\displaystyle {\frac {d^{n}y}{dx^{n}}}+A_{1}(x){\frac {d^{n-1}y}{dx^{n-1}}}+...+A_{n-1}{\frac {dy}{dx}}+A_{n}(x)y=F(x)}
و شرایط اولیه
{\displaystyle y(a)=q_{0},y'(a)=q_{1},...,y^{(n-1)}(a)=q_{n-1}}
توابع{\displaystyle A_{1}(x),A_{2}(x),...,A_{n}(x),F(x)} همگی در بازه‌ی [a,b] پیوسته‌اند.
{\displaystyle {\frac {d^{n}y}{dx^{n}}}=g(x)}
{\displaystyle {\frac {d^{n-1}y}{dx^{n-1}}}=\int _{a}^{x}g(t)dt+q_{n-1}}
{\displaystyle {\frac {d^{n-2}y}{dx^{n-2}}}=\int _{a}^{x}(x-t)g(t)dt+(x-a)q_{n-1}+q_{n-2}}
.
.
.
{\displaystyle {\frac {dy}{dx}}=\int _{a}^{x}{\frac {(x-t)^{n-2}}{(n-2)!}}g(t)dt+{\frac {(x-a)^{n-2}}{(n-2)!}}q_{n-1}+{\frac {(x-a)^{n-3}}{(n-3)!}}q_{n-2}+...+(x-a)q_{2}+q_{1}}
{\displaystyle y=\int _{a}^{x}{\frac {(x-t)^{n-1}}{(n-1)!}}g(t)dt+{\frac {(x-a)^{n-1}}{(n-1)!}}q_{n-1}+{\frac {(x-a)^{n-2}}{(n-2)!}}q_{n-2}+...+(x-a)q_{1}+q_{0}}
با انتخاب توابع زیر شامل هسته معادله انتگرالی معادله انتگرال به فرم معادله انتگرالی ولترای نوع یک در می‌آید.
{\displaystyle K(x,t)=-\Sigma _{k=1}^{n}A_{k}(x){\frac {(x-t)^{k-1}}{(k-1)!}}}
{\displaystyle f(x)=F(x)-q_{n-1}A_{1}(x)-[(x-a)q_{n-1}+q_{n-2}]A_{2}(x)-...-\{[{\frac {(x-a)^{n-1}}{(n-1)!}}]q_{n-1}+...+(x-a)q_{1}+q_{0}\}A_{n}(x)}
معادله‌ی زیر یک معادله انتگرالی ولترای نوع اول است.
{\displaystyle g(x)=f(x)+\int _{a}^{x}K(x,t)g(t)dt}